# Euphoriomyces agathidii
Euphoriomyces agathidii är en svampart som tillhör divisionen sporsäcksvampar, och som först beskrevs av Maire, och fick sitt nu gällande namn av Isabelle Irene Tavares. Euphoriomyces agathidii ingår i släktet Euphoriomyces, och familjen Laboulbeniaceae. Arten är reproducerande i Sverige.